# Chambre des comptes de Lille
La Chambre des comptes de Lille était, sous l'Ancien Régime, une cour souveraine spécialisée dans les affaires de finances du comté de Flandre.

## Historique

### Création de la Chambre des comptes de Flandre
Philippe le Hardi, duc de Bourgogne, épouse, en 1369, Marguerite de Male, héritière de Louis de Male, comte de Flandre, d'Artois et de Bourgogne, et de Marguerite de Brabant, duchesse de Brabant, de Lothier et de Limbourg, et veuve de Philippe de Rouvre. Ce mariage n'a été possible que par l'opposition de Charles V au mariage de Marguerite de Male avec Edmond de Langley, comte de Cambridge et duc d'York, fils du roi d'Angleterre Édouard III pour éviter la mise sous contrôle anglais du comté de Flandre.
À la mort de Louis de Male, en janvier 1384, il est appelé à diriger les comtés de Flandre, d'Artois, de Bourgogne, de Nevers, de Rethel et la seigneurie de Malines. À l'instigation du roi d'Angleterre, les Gantois se rebellent. Ils sont battus à la bataille de Roosebeke. La guerre se termine avec le traité de Tournai du 18 décembre 1385. Philippe le Hardi reprend alors en main l'administration du comté. Il décide de mettre en place un collège d'officiers pour assurer le contrôle des finances et des comptes du comté.
De fait, par lettres patentes du 15 février 1385/1386 (1386 nouveau style), Philippe le Hardi, duc de Bourgogne et comte de Flandre, a en fait créé deux institutions, la Chambre du conseil pour l'administration de la justice, et la Chambre des comptes, pour le contrôle de la gestion des officiers des recettes et des dépenses. Ces lettres patentes vont être complétées vers 1400 d'instructions du duc précisant comment il entendait que s'organise le travail de la Chambre. Le 23 juin 1402, il donne des instructions concernant les receveurs qui commettent des erreurs dans leurs comptes. D'après le texte des lettres patentes, le ressort de la Chambre était limité au Comté de Flandre, mais, dans la pratique il s'est exercé sur l'Artois, la seigneurie de Malines et Anvers.
La Chambre des comptes de Lille est la Chambre des comptes du comté de Flandre. Il existait déjà des membres spécialisés dans la gestion des comptes dans le comté mais ils ne formaient pas une institution distincte. Philippe le Hardi a créé une Chambre des comptes à Dijon en s'inspirant de celle de Paris. On peut noter que c’est le même officier parisien, le maître des comptes Jean Crété, qui, après avoir réformé la Chambre des comptes du Dauphiné, est envoyé en 1386 à Dijon et à Lille en vue d’y préparer l’organisation des deux nouvelles Chambres des comptes voulues par Philippe le Hardi. Philippe le Hardi a aussi fait appel à des maîtres des comptes de la Chambre des comptes de Dijon. Des relations entre les Chambres des comptes de Dijon et de Lille ont subsisté. À côte de la Chambre des comptes a continué à exister une institution créée à la fin du XIIe siècle, propre à la Flandre, la Chambre des renenghes ou Chambre des hauts renneurs, qui gérait le domaine « ancien » qui est constitué des redevances en nature qui étaient à l'origine les seules recettes domaniales du comté de Flandre. Le « domaine nouveau » était constitué par les recettes apparues postérieurement. La Chambre des renenghes est passée assez rapidement sous le contrôle de la Chambre des comptes.
Cette création est l'aboutissement d'une tentative de réforme administrative commencée par Louis de Male. Le problème du contrôle des comptes urbains est déjà posé par son prédécesseur, Louis de Nevers. Les comtes de Flandre qui se sont succédé, depuis les comtes de la famille de Dampierre, ont essayé de profiter de l'agitation dans le comté, révoltes urbaines et conflits internes dans les grandes villes, dues à une situation économique qui se dégradait, pour imposer une gestion financière et mettre la main sur les riches économies des villes. Ainsi, après la défaite des insurgés à la bataille de Cassel, Louis de Nevers a imposé aux villes qui se sont révoltées, dont Bruges, des dispositions lui permettant d'intervenir dans leur gestion financière.
Après la création de la Chambre des comptes de Lille, il y a eu celle de la Chambre des comptes de Bruxelles pour le Brabant, en 1404, et de La Haye, en 1446, pour la Hollande, la Zélande et la Frise.

### La chambre des comptes de Lille jusqu'à la mort de Charles le Téméraire, en 1477
Des raisons linguistiques vont séparer ces deux chambres. La Chambre des comptes utilisant essentiellement le français est restée à Lille, tandis que la Chambre du conseil s'exprimant essentiellement en flamand s'est séparée et s'est installée successivement à Audenarde, Gand, Courtrai, Termonde, Ypres pour se fixer définitivement à Gand. Au moment de la joyeuse entrée du duc Jean sans Peur, quatre membres de Flandre se sont adressés au duc pour obtenir que les Chambres soient installées dans la Flandre flamingante. Il a transféré la Chambre du conseil à Audenarde par lettres du 1er août 1405. Par une instruction prise le 17 août 1409, il a séparé les deux Chambres.
À partir de 1392-1393, les gens du compte de Lille sont chargés de vérifier les comptabilités des villes. Ils ont imposé des registres de comptabilité urbaine plus complets, plus rationnels, plus rigoureux,,.
Sous le règne de Philippe le Bon, le ressort de la Chambre s'est accru du comté de Namur, acquis en 1421, du comté de Hainaut, dont il a la souveraineté en 1432, du comté de Ponthieu et des villes sur la Somme, donnés par Charles VII au traité d'Arras, en 1435.
Après la mort de Philippe le Bon, le 15 juin 1467, Charles le Téméraire n'a pas changé les dispositions de la Chambre. Il a confirmé les titres de tous les officiers de la Chambre.
Après l'émeute de Gand, le 15 janvier 1469, à Bruxelles, Charles le Téméraire fait déchirer le Grand Privilège accordé aux Gantois par le roi de France Philippe le Bel en 1301 qui était considéré comme la charte des libertés civiques des habitants de la ville.
En 1473, Charles le Téméraire décide de faire de ses États un ensemble unifié entre le royaume de France dont il venait de se soustraire à la souveraineté du roi (en 1471, il a érigé le Grand Conseil de Dijon en cour de justice souveraine exempt de la juridiction du parlement de Paris) et le Saint Empire romain germanique. À l'entrevue de Trèves avec l'empereur Frédéric III, commencée en septembre 1473 et terminée par le départ de l'empereur le 24 novembre, il n'a pas réussi à obtenir de lui un titre de roi. Cet échec n'a pas arrêté ses projets d'unification. Pour unifier son administration, il prend des ordonnances à Thionville, le 8 décembre 1473, créant un parlement à Malines, cour de justice supérieure, sur le modèle du parlement de Paris. Il décide de réunir en une seule Chambre établie à Malines, les Chambres des comptes de Lille et de Bruxelles (la Chambre des comptes de La Haye a déjà été réunie à celle de Bruxelles en 1463), composée d'un président, de neuf maîtres, six auditeurs et quatre clercs. Il nomme comme président Jean le Doulx. La nouvelle chambre est en activité à Malines le 2 janvier 1474. Dans cette volonté de réunir en un même lieu les différents organes de contrôle de l'État, il a aussi installé à Malines une Chambre du Trésor, chargée des affaires domaniales, et une Chambre des généraux des aides, chargée de la perception des aides et des procès s'y rapportant.
À la mort de Charles le Téméraire, le 5 janvier 1476/1477, sa fille, la duchesse Marie a d'abord décidé après avis du Conseil de laisser la Chambre des comptes à Malines. Mais des États généraux réunissant des députés de toutes les provinces ont imposé de revenir à l'état ancien. Ils obtiennent le 11 février de la duchesse Marie le « Grand Privilège » qui reconnaît les privilèges locaux et provinciaux au détriment des pouvoirs souverains et met fin à l'organisation judiciaire amorcée par son père, supprime le parlement de Malines et rétablit les trois Chambres des comptes. La Chambre des comptes de Lille est rétablie le 17 mars 1476/1477 avec pour ressort, la Flandre, l'Artois et le Hainaut. La duchesse Marie stipula que la Chambre des comptes de Lille doit avoir quatre maîtres, avec deux auditeurs et deux clercs. La Chambre des comptes n'est réellement réinstallée à Lille qu'en 1479.

### La Chambre des comptes de Lille sous les Habsbourg

#### Marie de Bourgogne
Marie de Bourgogne, duchesse de Bourgogne, de Brabant, de Lothier, de Gueldre, de Limbourg et de Luxembourg, comtesse de Flandre, d'Artois, de Bourgogne, de Hainaut, de Hollande, de Zélande, de Namur, de Charolais et de Zutphen, marquise du Saint-Empire, dame de Frise, de Malines et de Salins meurt au château des ducs de Bourgogne à Bruges le 27 mars 1482. Elle s'est mariée en 1477 avec l'archiduc Maximilien d'Autriche dont elle a eu Philippe le Beau. À la demande des États généraux des Pays-Bas, Philippe le Beau est émancipé en 1494, à 16 ans.

#### Philippe le Beau
Le 27 avril 1496, Philippe le Beau a décidé de réunir à Malines les trois Chambres des comptes comme du temps du duc Charles le Téméraire. Les Chambres n'ayant pas bougé, le duc écrit son mécontentement aux Chambres le 21 juillet et le 7 août. Malgré les doléances des États, le duc a persisté, obligeant les officiers des Chambres d'obtempérer, mais une année plus tard, le duc change d'avis. Le 24 mai 1497 (1498 nouveau style), les officiers de l'ancienne Chambre des comptes de Lille reçoivent l'ordre de revenir à Lille.

#### Charles Quint
Philippe le Beau est mort à Burgos le 25 septembre 1506. Les États généraux réunis à Malines décident d'offrir la mambournie de l'archiduc Charles âgé de six ans à son grand-père Maximilien, roi des Romains. Maximilien a accepté et a nommé Marguerite d'Autriche, duchesse douairière de Savoie. Maximilien de Habsbourg a d'abord confirmé les officiers des Chambres des comptes, puis il les a révoqués en les obligeant de se pourvoir de nouvelles lettres patentes pour tirer d'eux des finances. Le gouvernement de la régente a confirmé Guillaume Doummessent comme président et premier maître de la Chambre des comptes de Lille.
L'empereur Maximilien a accepté de proclamer la fin de la tutelle et mambournie et de reconnaître la majorité de son petit-fils à la demande des États généraux. Les pouvoirs nécessaires pour faire la proclamation sont datés du 5 janvier 1515. L'archiduc Charles a confirmé tous les officiers de la Chambre des comptes de Lille sauf un. Il a décidé que le premier maître de la Chambre en est le président. Guillaume de Landas est président et premier maître de la Chambre des comptes de Lille. Par une ordonnance rendue en juin 1539, Charles a renouvelé et amplifié les dispositions prises par ses prédécesseurs sur le fait de la reddition et audition des comptes des officiers des recettes et dépenses. L'ordonnance du 5 octobre 1541 fixe la composition de la Chambre de Flandre à un président, quatre maîtres, deux auditeurs, un clerc ordinaire et un clerc extraordinaire.

#### Philippe II, roi d'Espagne
Le 25 octobre 1555, devant une assemblée des États généraux, de sa sœur Marie de Hongrie, des chevaliers de la Toison d’Or, Charles Quint a abdiqué la souveraineté des Pays-Bas en faveur de son fils unique, Philippe, déjà roi de Naples. Par lettres patentes du 27 octobre 1555, il a confirmé les officiers de la Chambre des comptes. Jean Carette est président et maître ordinaire. Le 22 août 1562, Philippe II a donné des lettres patentes pour recréer la Chambre des comptes de Dole pour le comté de Bourgogne qui avait déjà existé mais avait été supprimée et les comptes rattachés à la Chambre des comptes de Lille. La lettre patente demande à la Chambre des comptes de Lille de remettre les comptes des domaines et des aides, avec les titres et acquis aux officiers de la Chambre des comptes de Dole. En 1577, les États généraux se sont révoltés contre Philippe II, mais après avoir rejoint les États généraux, les châtellenies de Lille, Douai et Orchies, les provinces d'Artois et de Hainaut, se sont réconciliées avec Philippe II en 1579. Les États généraux ont créé une Chambre des comptes à Gand le 30 juillet 1580. Après la soumission du Brabant et de la Flandre en 1585, cette Chambre des comptes a été dissoute.

#### Isabelle et Albert d'Autriche
En 1598, Philippe II a cédé les Pays-Bas et le comté de Bourgogne à sa fille Isabelle d'Autriche pour trouver un accommodement avec les États généraux. Elle s'est mariée avec Albert d'Autriche qui a reçu le serment d'obéissance et de fidélité des États réunis à Bruxelles. Il a confirmé les officiers de la Chambre des comptes de Lille. En 1614 un nouveau règlement de la Chambre des comptes de Lille est présenté.

#### Philippe IV, roi d'Espagne
L'archiduc Albert d'Autriche est mort à Bruxelles le 13 juillet 1621, sans postérité. Les Pays-Bas font retour au royaume d'Espagne conformément à l'acte de donation. L'infante Isabelle a continué à exercer la charge de gouverneur des Pays-Bas espagnols. Philippe IV a confirmé les officiers de la Chambre des comptes le 14 juillet. L'infante Isabelle a fait un nouveau règlement pour la Chambre des comptes de Lille en 1631, complété en 1633. Le règne de Philippe IV aux Pays-Bas a été une suite de conflits avec les Provinces Unies ou avec la France. Après la paix des Pyrénées, pour diminuer les charges sur le trésor royal, le personnel est réduit. Le personnel de la Chambre des comptes de Lille est ramené à un président, huit maîtres, cinq auditeurs et trois greffiers.
Philippe IV est mort le 17 septembre 1665, laissant le royaume d'Espagne à son fils Charles II, âgé de quatre ans. Louis XIV commence la guerre de Dévolution et envahit les Pays-Bas espagnols au commencement de l'été 1667.

### Suppression de la Chambre des comptes par Louis XIV
La Chambre des comptes de Lille a été supprimée par Louis XIV après sa conquête de la Flandre, en 1667 et le traité d'Aix-la-Chapelle (1668), remplacée par un bureau des finances qui exerçait sa compétence sur les provinces rattachées au royaume de France, la Flandre wallonne, l'Artois, le Cambrésis.
Cette décision était un compromis entre le souhait de la Chambre des Comptes de Paris opposée au rétablissement de la Chambre des Comptes de Lille et d'étendre son ressort aux provinces  Flandre, l'Artois et le Cambrésis et l'utilité pour les finances du royaume de vendre des charges d'officiers et, de plus, la volonté de donner satisfaction à la bourgeoisie de Lille, privée du Parlement de Flandre installé à Douai.
Le bureau des finances était installé dans les anciens locaux de la Chambre des Comptes, le logement du Président du bureau des finances étant celui de l'ancien Président de la Chambre des Comptes. Tout au long du XVIIIe siècle, le bureau des Finances se réclama de l'ancienne Chambre des Comptes dont il souhaitait le rétablissement pour faire admettre sa supériorité sur les autres bureaux des finances.
En application de l'article XXXVIII de la Convention des limites de 1769, les comptes sur rouleaux des officiers domaniaux et des copies des titres des circonscriptions flamandes situés dans les Pays-Bas se trouvant dans les archives de la Chambre des comptes de Lille sont amenés à Bruxelles.

## Implantation de la Chambre des comptes de Lille
La Chambre des Comptes était  établie à l'origine dans l'Hôtel de la Salle situé à l'emplacement de l'actuel Palais de justice. L'hôtel de la Salle était le siège de la cour féodale de la châtellenie.
La Chambre des Comptes fut transférée en 1413  à l'Hôtel de la Poterne dont la façade était située rue Esquermoise. L'hôtel de la Poterne acheté en 1380 par le comte Louis de Mâle, tirait son nom d'une poterne dans le mur d'enceinte près de la tour de Weppes (à l'angle de la rue Thiers et de la rue Esquermoise), et occupait approximativement le pâté de maisons entre la rue Thiers, la rue de la Chambre des Comptes qui en rappelle l'emplacement, la rue des Poissonceaux et la rue Esquermoise. L'hôtel de la Poterne rebâti au début du XIVe siècle était également la résidence du Prévôt de Lille, le siège de la Gouvernance et abritait les prisons de la prévôté.

## Composition de la Chambre des comptes de Lille
En 1386, sont cités comme maîtres, Thomas de le Becque et Henri Lippin, Jean de Pacy qui est clerc et notaire royal à Paris, est nommé greffier. En 1388 vient s'ajouter le maître Jacques de Streykem et un premier greffier, Jean Le Febvre. Pierre Joris est nommé second greffier en 1390. Pierre de le Tanerye est nommé maître en 1393. Jean de Nyelles qui avait été trésorier et gouverneur des finances du duc de Bourgogne est nommé second président de la Chambre des comptes en 1401. En 1413, Barthélemy à le Truye est le premier à recevoir le titre d'auditeur. Guerin Sucquet est nommé second greffier en 1413.
Au retour de la Chambre des comptes de Flandre à Lille, en 1477, elle a quatre maîtres, avec deux auditeurs et deux clercs.
L'ordonnance du 5 octobre 1541 fixe la composition de la Chambre de Flandre à un président, quatre maîtres, deux auditeurs, un clerc ordinaire et un clerc extraordinaire.
Après le traité des Pyrénées, le personnel de la Chambre des comptes de Lille est ramené à un président, huit maîtres, cinq auditeurs et trois greffiers.

### Présidents
- Jean de Pacy , Maître de la Chambre des Comptes de Lille  en 1395[14]

- Pierre de Le Zippe, en 1401. Il est le premier qui soit cité avec le titre de président ;
- Jean Bonnot ou Bonost [15], Conseiller du Duc-Comte , Maître de la Chambre des comptes de Bourgogne[16] , Maitre des Comptes de la chambre de Besançon de 1408 à 1410, fut commis par le Duc-Comte Jean Sans Peur , Maître de la chambre de Lille pendant l'année 1430, durant quelques mois[17]. Il revient en mission, commis par Philippe le Bon  , durant un an de 1427 à 1428. Jean adresse au Chancelier Rolin, un mémoire se scandalisant de voir les travers du receveur général[18].
- Jean le Doulz (aussi écrit Doux ou Doulx), en 1461[19] ;
- Guillaume Dommessent, en juin 1490[20] ;
- Jean Wauters, en octobre 1513[21] ;
- Charles le Clerc, en 1516[22] ;
- Guillaume de Landas, en janvier 1533 ;
- Jean Carrette, en août 1546[23] ;
- Jean Honine[24], en juillet 1558, mort avant décembre 1559 ;
- Jacques du Bosquiel, en décembre 1559 ;
- Adrien Guilleman[25], en juin 1570, après la mort de Jacques du Bosquiel ;
- Paul de la Grange[26], reçu le 23 mai 1586 ;
- Jean Destrompes ou des Trompes[27] ;
- Gilles Bidault, maître de la Chambre des Comptes de Lille, mandat probablement en cours en 1598, mort en 1621[28];
- Philippe Maes[a], reçu le 22 septembre 1618 ;
- Jacques Bruneau, nommé le 25 février 1628 ;
- Jacques Dennetiers, en 1633, pendant l'absence de Jacques Bruneau envoyé en mission à Vienne[29]. Il est nommé président par lettres patentes du 18 janvier 1636 ;
- René de Vos de Steenvick, le 13 janvier 1650.